# مترو بافلو
مترو بافلو (انگلیسی: Buffalo Metro Rail) سیستم ترابری عمومی ریلی در بافلو، نیویورک، ایالات متحده آمریکا است.
این مترو که در سال ۱۹۸۴ تأسیس شده دارای یک خط، ۱۳ ایستگاه و ۱۰٫۳ کیلومتر طول می‌باشد.

## نگارخانه

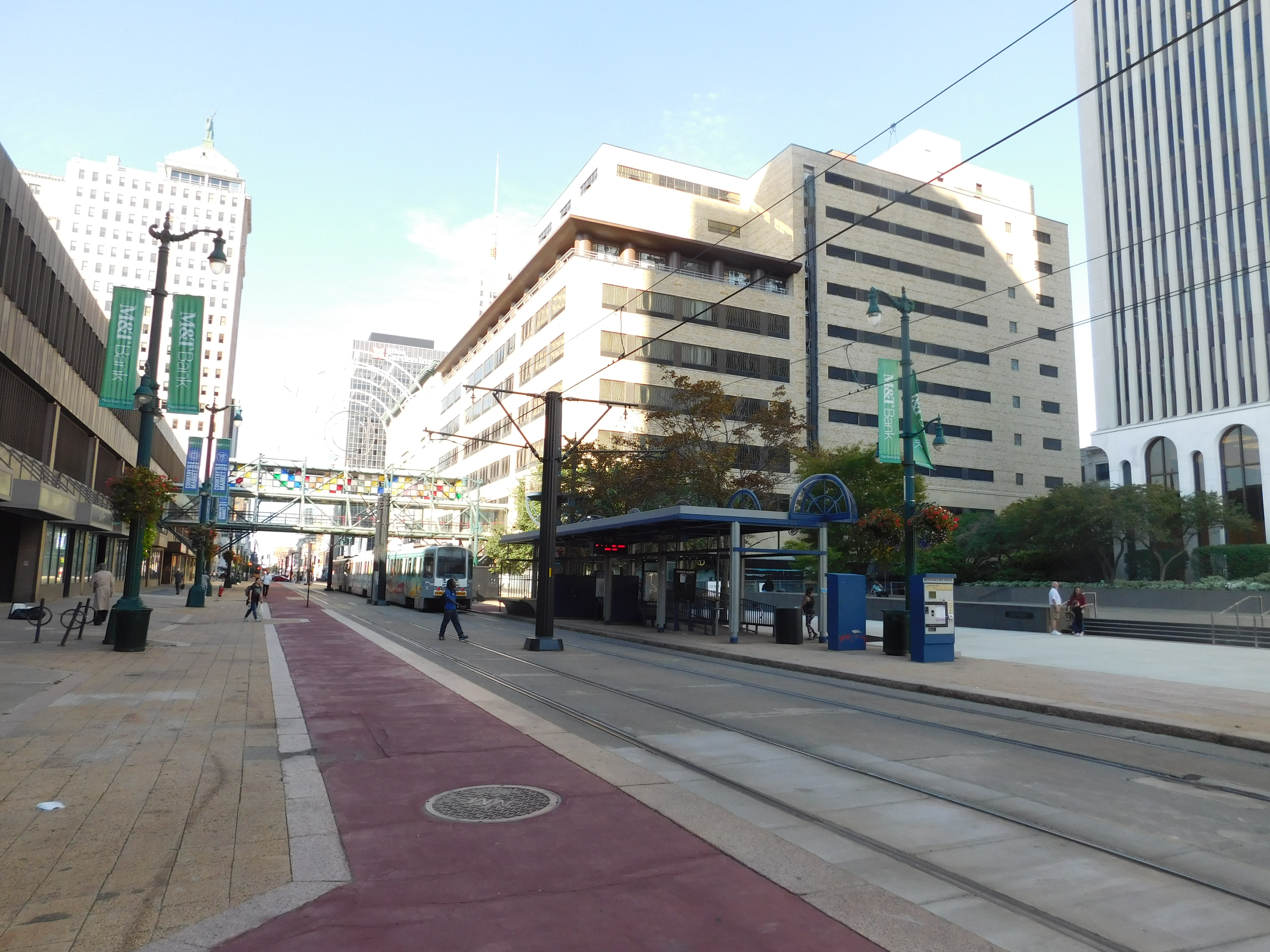
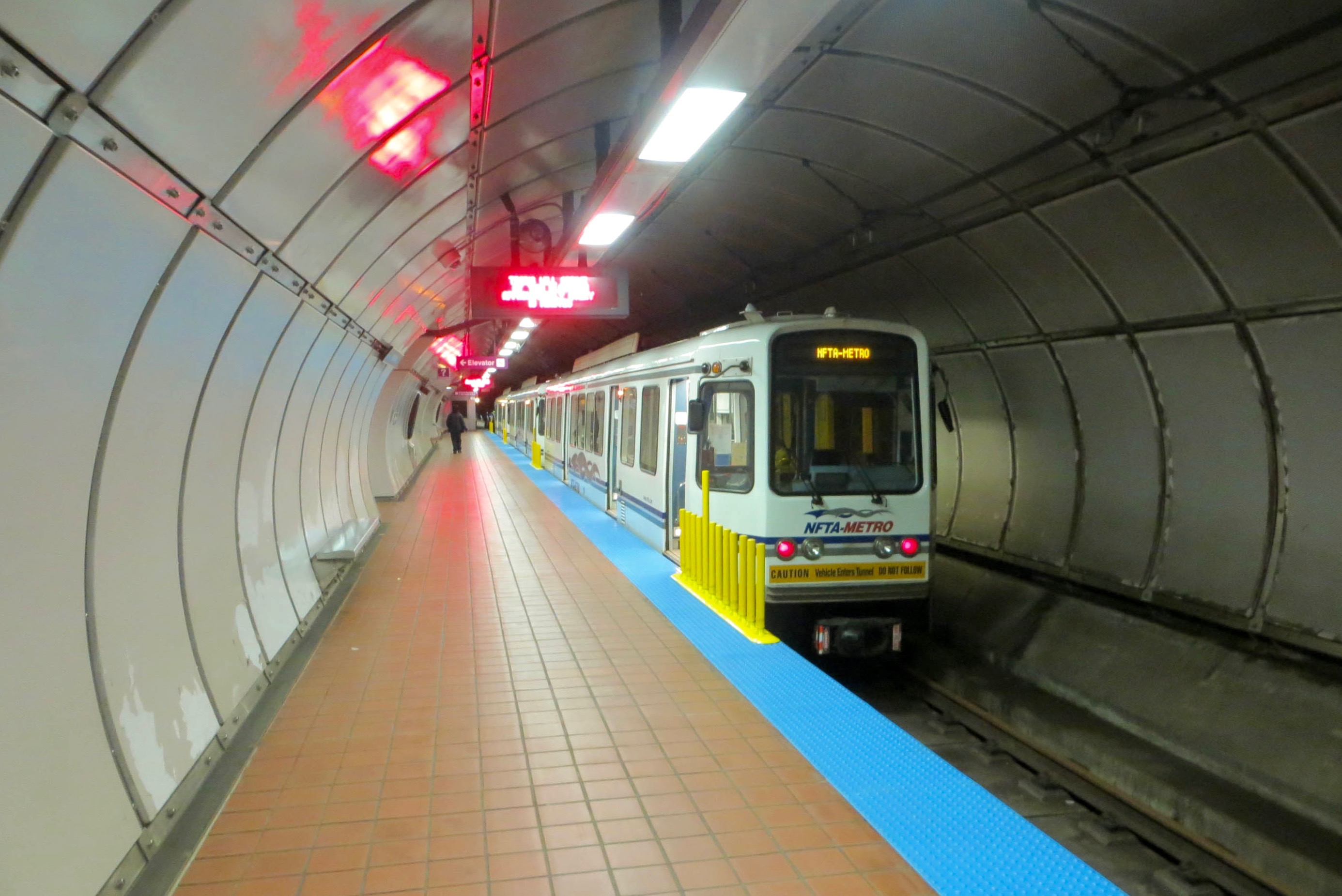
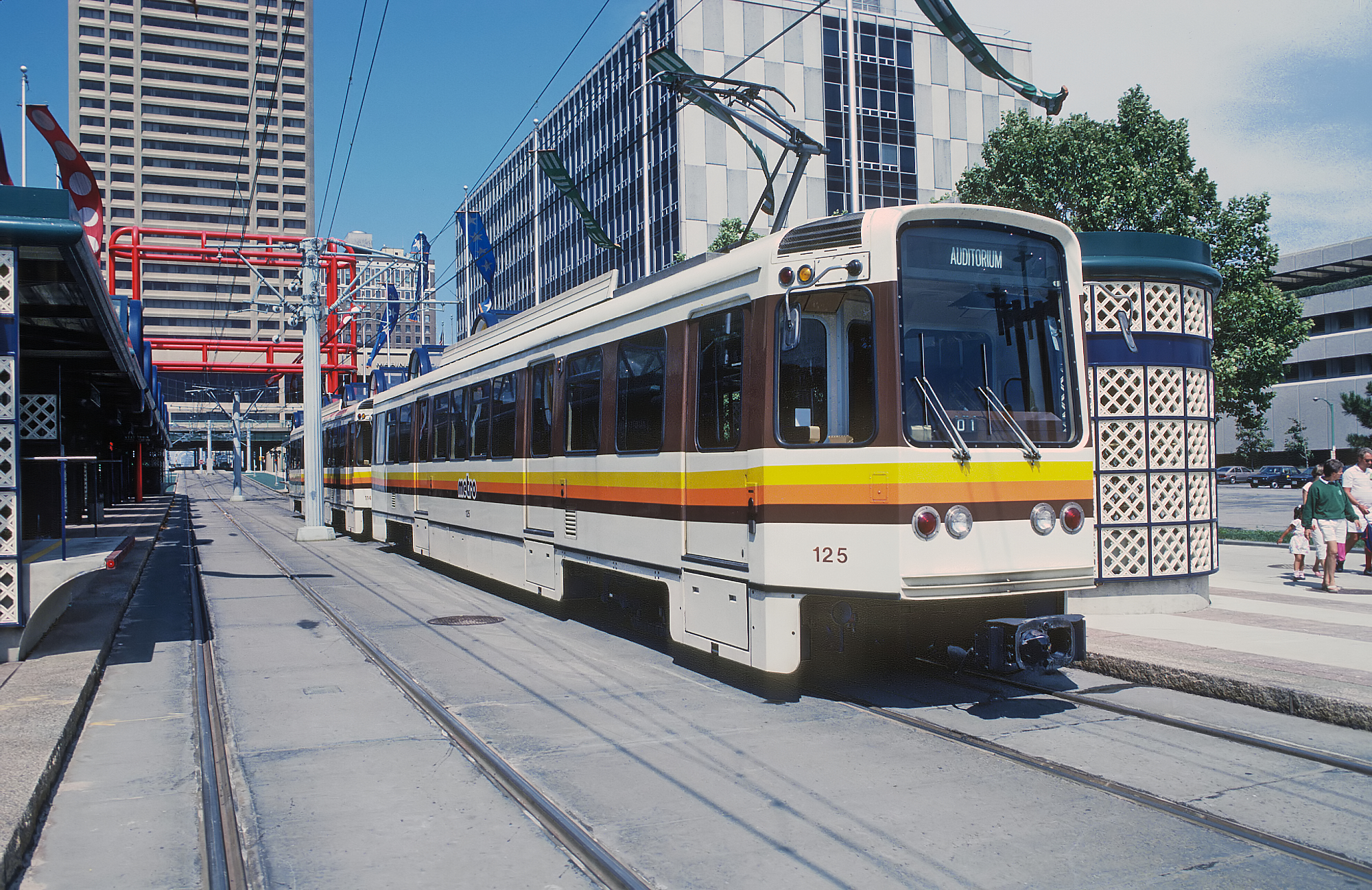
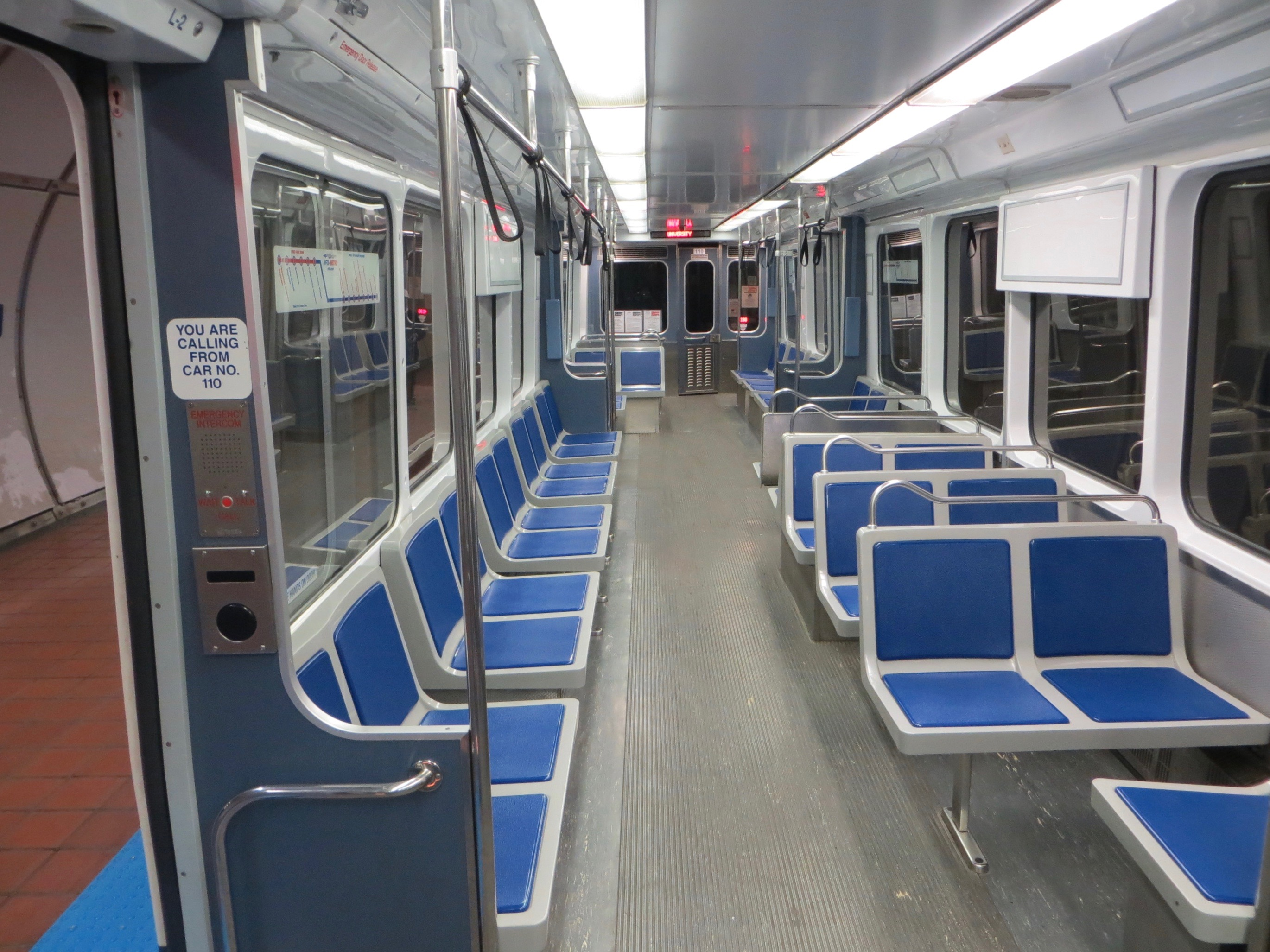